# Eyliac
Eyliac är en kommun i departementet Dordogne i regionen Nouvelle-Aquitaine i sydvästra Frankrike. Kommunen ligger i kantonen Saint-Pierre-de-Chignac som tillhör arrondissementet Périgueux. År 2018 hade Eyliac 734 invånare.

## Befolkningsutveckling
Antalet invånare i kommunen Eyliac
Referens:INSEE